# Otero (apellido)
En el valle de Liébana, en la jurisdicción de Cabezón de Liébana, lugar del partido judicial de Potes, en la provincia de Cantabria, tuvo su solar una familia de este apellido, con ramas en la villa de Potes y en los lugares de Colio (Cillórigo-Castro), Frama y otras del partido judicial de Potes. De esta familia fueron Francisco de Otero y Cossío (1640-1714), Arzobispo, mecenas, presidente y capitán general del Nuevo Reino de Granada y Don Bartolomé Gómez de Otero y Cossío. En el lugar de Aja, del Ayuntamiento del Valle de Soba y partido judicial de Ramales, también en la provincia de Cantabria, moró otra familia apellidada Gutiérrez de Otero, de reconocida y probada nobleza; Otero es el nombre de un barrio de Villar, pueblo del referido Valle de Soba. En Ceuta radicó otra familia de este apellido, que entroncó con la de Velázquez de Gaztelu por el matrimonio de José de Otero y López Páez con Dña. María Antonia Velázquez de Gaztelu y Moreno, natural de Orán, celebrado en Ceuta el 15 de junio de 1767. Dicho Don José era hijo del sargento Mayor José de Otero y Villalobos y de Dña. Antonia López Páez, natural de Ceuta, y tuvo dilatada sucesión. El apellido Otero tiene escudo heráldico o blasón español, certificado por el Cronista y Decano Rey de Armas Don Vicente de Cadenas y Vicent. Según consta en los archivos de la Real Chancillería de Valladolid, los Otero hicieron probanza de su hidalguía en esta institución. 
En el Viejo Mundo, el apellido Otero se remonta ampliamente antes del siglo XVII. El apellido gallego es versión castellanizada que deriva de la antigua versión gallega-portuguesa Outeiro. Esto a su vez deriva de la palabra Altariu, deformada del latín altare, y que significa Altar. Por otro lado, la palabra otero se refiere ancestralmente a un montículo que sobresale de un llano. La vinculación entre un cerro aislado y la simbología del altar sugieren una tradición ritual antigua no arraigada en símbolos propios del cristianismo, sin embargo, la propia palabra Altariu señala una influencia probablemente celtíbera, lo que podría remontar el origen del linaje a varios siglos antes, incluso a tiempo de las guerras celtíberas.
El apellido Otero en el Nuevo Mundo tiene dos fuentes antiguas: i) la del Arzobispo Francisco de Otero y Cossío, quien de su matrimonio dejó sus hijos Alejo, Francisco, José Joaquín, Juan Pablo y Nicolás; ii) el linaje de Cristóbal de Castilla y Guzmán, nacido en Perú en 1665, a quien el rey Carlos II concedió el 25 de agosto de 1692 el Marquesado de Otero en compensación por los servicios prestados por su padre y por su tío a la Corona de España, dando con esto origen a una segunda rama del apellido.

## Armas
De azur, una torre de piedra. Bordura de gules con ocho aspas de oro. Este escudo es derivado de Castilla y Guzmán. 
Los de Cantabria. Según el expediente de pruebas del Caballero de Santiago José Bedoya y Gómez de Otero, nacido en Colio en 1706, la familia Otero montañesa de Cabezón de Liébana y Potes, Cantabria, tenían este escudo: escudo cuartelado; 1º. y 4º., en campo de gules, un caldero de oro; 2º., en campo de azur, un león rampante, de oro; y 3º., en campo de sable, tres flores de lis de plata, bien ordenadas.
Los de Asturias. En campo de oro, un castillo de gules; bordura de gules, con ocho sotueres de oro.